# ان‌جی‌سی ۴۲۶
ان‌جی‌سی ۴۲۶ (انگلیسی: NGC 426) نام یک کهکشان در صورت فلکی نهنگ است.